# Designa Køkken
Designa Køkken er en dansk virksomhed der blev stiftet i 1992 i Kjellerup. Den startede med at lave "saml-selv" møbler som kommoder og reoler, men siden 2000 har man også produceret køkkener.
Virksomheden har hovedsæde med produktion i Kjellerup i Midtjylland og er i dag den største danskejede køkkenvirksomhed i landet. Designa har 38 butikker placeret rundt om i landet. Desuden er der 19 butikker i Norge og 2 på Færøerne.
Designa er 7 gange i træk fra 2000 til 2007 blevet udnævnt som Gazellevirksomhed. De er ligeledes som eneste danske virksomhed blev kåret som Entrepreneur Of The Year af Ernst & Young 5 gange.
Stifter Henning Christensen har lige fra begyndelse brugt sport til markedsføring af virksomheden. I 2004 gik han ind i projektet bag cykelholdene Team Designa Køkken og Team Designa Køkken-Knudsgaard, ligesom både Viborg Håndboldklub, Viborg FF, Silkeborg IF og ikke mindst den lokale klub Kjellerup IF nyder godt af Designas sponsor-kroner. Både i Viborg HK og Kjellerup IF var Henning Christensen repræsenteret i bestyrelsen.

## Sponsorat
Designa Køkken var hovedsponsor for det professionelle cykelhold Team Designa Køkken - Blue Water indtil udgangen af 2010.